# Lalla Fadhma n'Soumer
Lalla Fadhma (o Fatma) n'Soumer (Werja, 1830 – Tablat, settembre 1863) è stata una mistica e condottiera berbera della Cabilia, una donna che incarnò il movimento di resistenza alle forze francesi nei primi anni della conquista francese dell'Algeria.
Lalla è un epiteto di rispetto, riservato a donne di alto lignaggio o venerate come sante; Fadhma è la pronuncia berbera del nome arabo Fatima.
Per il grande impatto emotivo legato alla sua figura e alle sue gesta, c'è chi l'ha chiamata la "Giovanna d'Arco del Djurdjura".

## Biografia
Sulla vita di Fadhma n'Soumer si dispone di informazioni sufficienti per tratteggiarla nelle sue grandi linee, anche se moltissimi dettagli vengono tramandati in modo differente e difficilmente potranno essere chiariti con precisione. Quello che è certo è che nacque nel villaggio cabilo di Werja, da una famiglia marabuttica, intorno al 1830, e che ebbe diversi fratelli e sorelle (4 o 5 secondo le fonti, ma forse anche più). Sicuramente aveva almeno 4 fratelli maschi: Si Tahar, Si Mohand, Si Chérif, Si El-Hadi. Il padre, Sidi Ahmed Mohamed, dirigeva la scuola coranica (in berbero timâammert) dell'avo Sidi Ahmed u Mezyan nel villaggio vicino di Summer. Le tradizioni raccolte sono concordi nell'affermare che fin da piccola Fadhma mostrò un carattere deciso e tutt'altro che rinunciatario, e una prova sarebbe il fatto che essa avrebbe insistito per frequentare le lezioni di Corano nella scuola del padre, cosa questa del tutto insolita per le bambine.

### Il matrimonio e la rinuncia
In giovanissima età, Fadhma venne data in sposa dai familiari, com'era consuetudine, a un cugino materno, Yahia N At Iboukhoulef, ma lei, confermando la sua propensione per una vita decisamente controcorrente rispetto agli usi dell'epoca, non volle sottomettersi al matrimonio forzato, e abbandonò ben presto il marito ("a un'età tra i 16 e i 18 anni"), ritornando ai suoi studi religiosi. Per una donna cabila del XIX secolo era impensabile rifiutare il ruolo di moglie e madre e aspirare invece a un ruolo tipicamente maschile come quello di dotto religioso.
Da allora, considerata una tabudalit (donna posseduta dallo Spirito), si diede a una vita di ascesi e rinunce, immersa nello studio e nella pratica della religione, sempre presso la timâammert di Summer, a capo della quale, dopo la morte del padre, stava il fratello maggiore Si Tahar, anch'egli dotato di grande carisma. Come il padre e i fratelli, Lalla Fadhma era un'adepta della confraternita mistica sufi della Rahmaniyya.
Ben presto si diffuse la fama che Lalla Fadhma avesse delle visioni che la mettevano in comunicazione con i santi, e che fosse in grado di predire il futuro. La sua reputazione si diffuse a tal punto che da tutta la Cabilia accorrevano fedeli per consultarla portandole offerte. Essa riceveva i pellegrini in un locale della casa di Summer che esiste tuttora.
A detta di tutti la giovane eremita non era solo pia e saggia, ma anche di grande bellezza, ed aveva grande cura della propria persona e del proprio abbigliamento, ed era solita adornarsi di ricchi gioielli. Tutto ciò destava grande impressione in chiunque la incontrasse.

### La resistenza all'invasione francese: Bou Baghla
Col passare degli anni, la presenza francese in Algeria (iniziata nel 1830 con lo sbarco presso Algeri) stringeva sempre più d'assedio la Cabilia, la sola regione ancora totalmente indipendente. E con l'accrescersi della pressione francese, si fece sempre più forte la volontà di resistere, e di prepararsi a difendere la propria terra anche a costo di una guerra sanguinosa. A detta del maresciallo Randon, la famiglia di Lalla Fadhma, in precedenza indifferente alle contese tra il partito filo-francese e quello antifrancese, sarebbe passata decisamente nel campo dei resistenti "a partire dalla spedizione del maresciallo Bugeaud nell'Oued Sahel nel 1847".
Un evento decisivo per la vita stessa di Lalla Fadhma fu l'arrivo in Cabilia, verso il 1849, di un misterioso personaggio, che si faceva chiamare Mohamed ben Abdallah (il nome del profeta Maometto), ma che è noto per l'epiteto di Bou Baghla con cui veniva solitamente chiamato. Si trattava, probabilmente di un ex luogotenente dell'emiro Abdelkader (sconfitto definitivamente dai francesi nel 1847), che non volendosi arrendere, si era ritirato nella sola regione ancora non sottomessa, la Cabilia, da cui cominciò una vera e propria guerra (spesso condotta con azioni di guerriglia) contro i francesi e i loro alleati. Bou Baghla era un combattente valoroso, era molto eloquente in arabo, era profondamente religioso e la leggenda gli attribuisce anche doti di taumaturgo.
Lalla Fadhma fu ben presto attratta dalla forte personalità di Bou Baghla, che compiva spesso visite a Summer per consultare i capi di quella comunità religiosa. E a sua volta il condottiero indomito rimase ammirato da questa donna tanto decisa e tanto determinata a contribuire, per quanto possibile, alla causa della guerra antifrancese. Con i suoi discorsi infiammati essa convinceva sempre più uomini a partire imsebblen, volontari pronti al supremo sacrificio, ed ella stessa, insieme ad altre donne, partecipava ai combattimenti, non tanto combattendo con le armi ma procurando vitto, medicamenti, esortazioni e conforto alle forze combattenti.
La tradizione vuole che tra i due nascesse un forte sentimento, premessa a un possibile matrimonio che questa volta Fadhma avrebbe accettato di buon grado, in quanto unione tra pari, e non imposizione tesa a trasformarla in custode del focolare domestico. In effetti, proprio in quegli anni Bou Baghla divorziò dalla prima moglie (Fatima Bent Sidi Aissa) e rimandò dal suo precedente padrone la schiava che aveva preso come concubina (Halima Bent Messaoud). Ma da parte sua Lalla Fadhma non era libera. Anche se con lo statuto di tamnafeqt ("donna che ha lasciato il marito per tornare alla famiglia di origine", una istituzione tipicamente cabila), esisteva ancora un vincolo matrimoniale che solo la volontà del marito avrebbe potuto recidere. E il marito, per quanto sollecitato, si dice, anche con ricche offerte, non volle cedere. L'amore tra i due rimase quindi allo stato platonico, anche se non mancarono pubbliche espressioni di questo sentimento. Si ricorda, ad esempio, l'espressione di pubblica ammirazione ("la tua barba non diventerà mai fieno") da lei usata quando nel corso di una battaglia lui rimase ferito a un braccio.
È comunque certo che Fadhma fu spesso presente di persona a molti dei combattimenti cui prese parte Bou Baghla, in particolare la vittoriosa battaglia di Tachekkirt (18-19 luglio 1854), in cui lo stesso generale Randon avrebbe rischiato di cadere prigioniero riuscendo poi a fuggire per miracolo.
Il 26 dicembre 1854 Bou Baghla venne ucciso, si dice per il tradimento di alcuni suoi alleati, e la resistenza antifrancese si trovò privata di un leader carismatico in grado di guidarla con efficacia. Per questo, nei primi mesi del 1855, in un santuario arroccato sul picco di Azru Nethor (a 1880 m di altitudine), non lontano dal villaggio natale di Fadhma, si tenne una grande assemblea di combattenti e notabili delle diverse tribù della Cabilia, per decidere il da farsi. La decisione che ne uscì fu quella di affidare il comando delle azioni armate a Lalla Fadhma, assistita dai suoi fratelli.

### L'ultimo combattimento e la resa

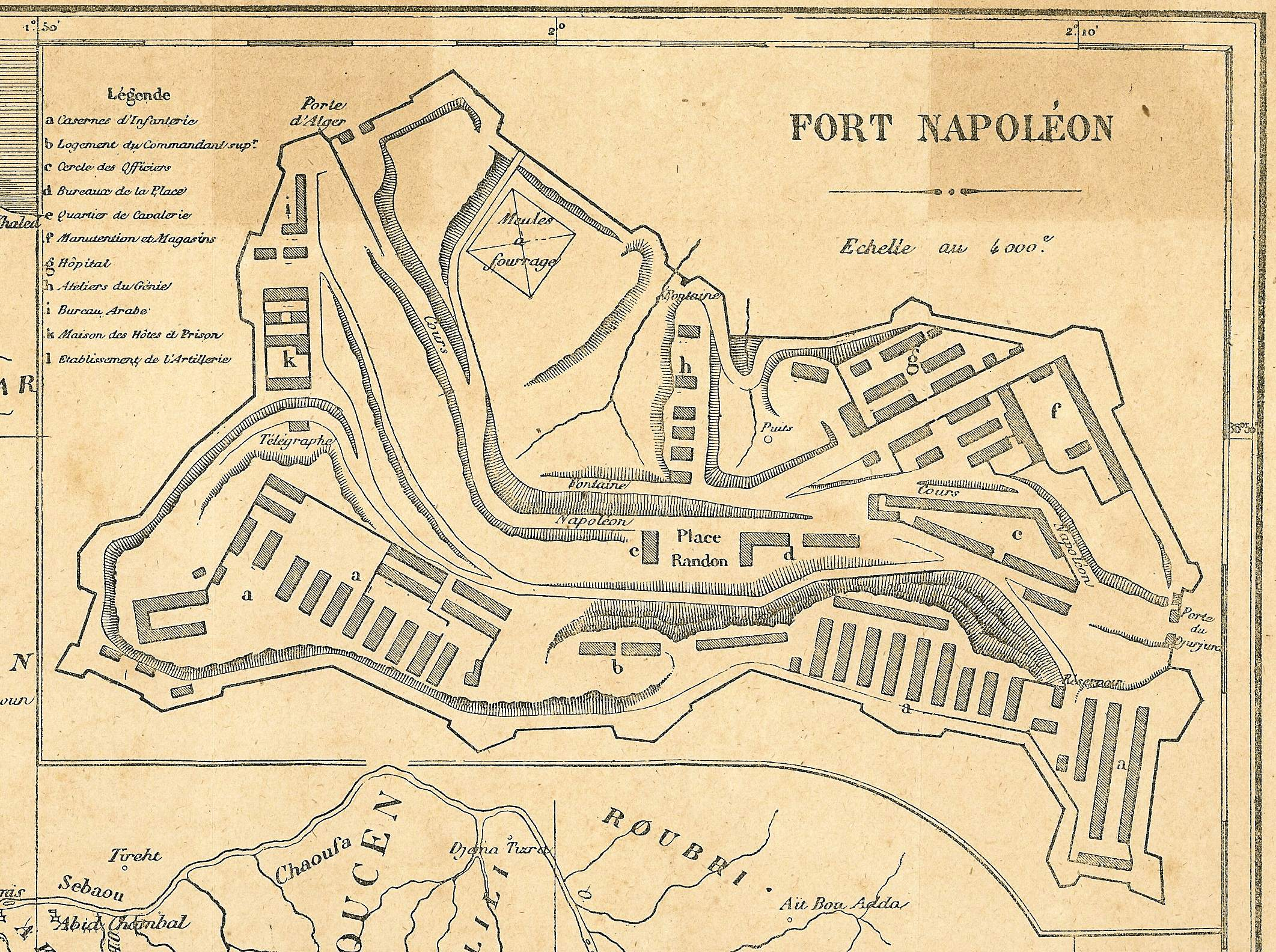
Una piantina del Fort Napoléon (da Carrey 1858)

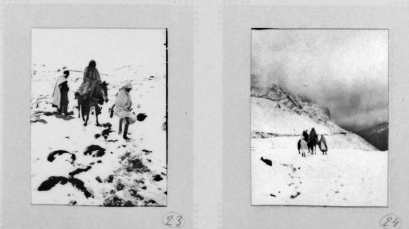
Il Colle di Tirourda sotto la neve (1901)

Stanco delle continue azioni armate della resistenza cabila, il generale Randon, da poco nominato Maresciallo di Francia, il 16 marzo 1856, decise di intraprendere, nella tarda primavera del 1857, quella che i francesi chiamavano "la pacificazione della Cabilia". Per prendere d'assalto la regione indomita, radunò un esercito di circa 45000 uomini (35000 soldati francesi più alcune migliaia di truppe indigene), divisi in varie colonne per portare un attacco in massa e contemporaneo da tutti i lati. L'offensiva partì il 17 maggio.
La sconfitta contro un esercito così numeroso e con un armamento enormemente più efficiente fu inevitabile per i Cabili, i cui villaggi e le cui tribù caddero una dopo l'altra nel giro di pochi mesi. La prima grande tribù sconfitta fu quella degli At Yiraten, sul cui territorio già il 14 giugno i francesi cominciavano a costruire un forte (Fort Napoléon, in onore di Napoleone III), avamposto da cui controllare tutta la regione.

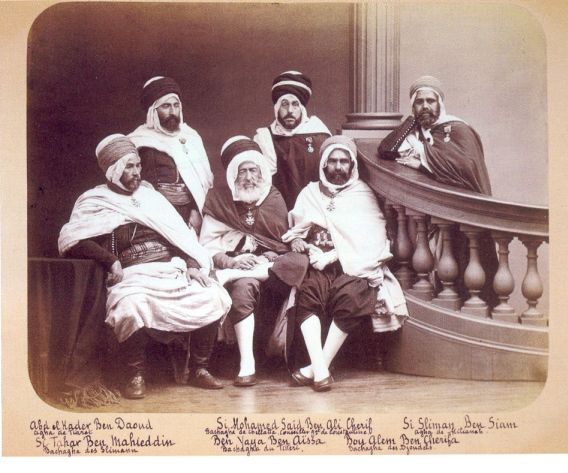
Una foto in cui compare Si Tahar ben Mahieddin (il primo da sinistra)

Una forte linea di difesa riuscì a respingere, ma solo provvisoriamente, gli attaccanti a Icherriden infliggendo loro gravi perdite (24 giugno: 44 morti, tra cui 2 ufficiali, e 327 feriti, tra i quali 22 ufficiali), grazie a un improvviso attacco a partire da trincee mimetizzate nel terreno. La tradizione vuole che anche Lalla Fadhma fosse presente alla battaglia, e avesse ordinato ai combattenti di legarsi tra loro con funi perché nessuno fosse tentato di fuggire. In pochi giorni, però, usando anche l'artiglieria, anche queste difese vennero superate e il 28 giugno vi fu la capitolazione di quasi tutte le maggiori tribù (At Yenni, At Wasif, At Boudrar, At Mangellat, ecc.). Lalla Fadhma rimase tra gli ultimi a resistere, arroccandosi in un villaggio nascosto tra le cime più impervie del Djurdjura, a Takhlijt n At Aadsou, nei pressi del colle di Tirourda.
L'11 luglio quest'ultima ridotta della resistenza cabila venne presa d'assalto e conquistata. Le cronache sullo svolgersi degli eventi sono confuse. Si parla di corruzione e di tradimenti, il che è altamente probabile (muoversi senza guide in quelle regioni impervie sarebbe stato estremamente problematico). I resoconti di parte francese accusano lo stesso fratello di Lalla Fadhma, Sidi Tayeb di avere venduto la sua tribù patteggiando in cambio il rispetto del villaggio dove era asserragliata la sorella con le truppe più fedeli. Nelle sue memorie il maresciallo Randon accenna al fatto in modo vago, dicendo che il giorno prima dell'attacco il fratello "era venuto a inscenare una sottomissione"
Più probabilmente egli non fece che negoziare una resa, dopo la sconfitta militare. Comunque sia, se anche accordi vi furono, i francesi non li rispettarono, e invasero il villaggio, scacciarono con la forza gli uomini e costrinsero Lalla Fadhma a uscire dalla casa in cui si era rinchiusa insieme alle donne e ai bambini della tribù.
Così le cronache del tempo descrissero l'evento:
(Carrey 1858, p. 279-280)

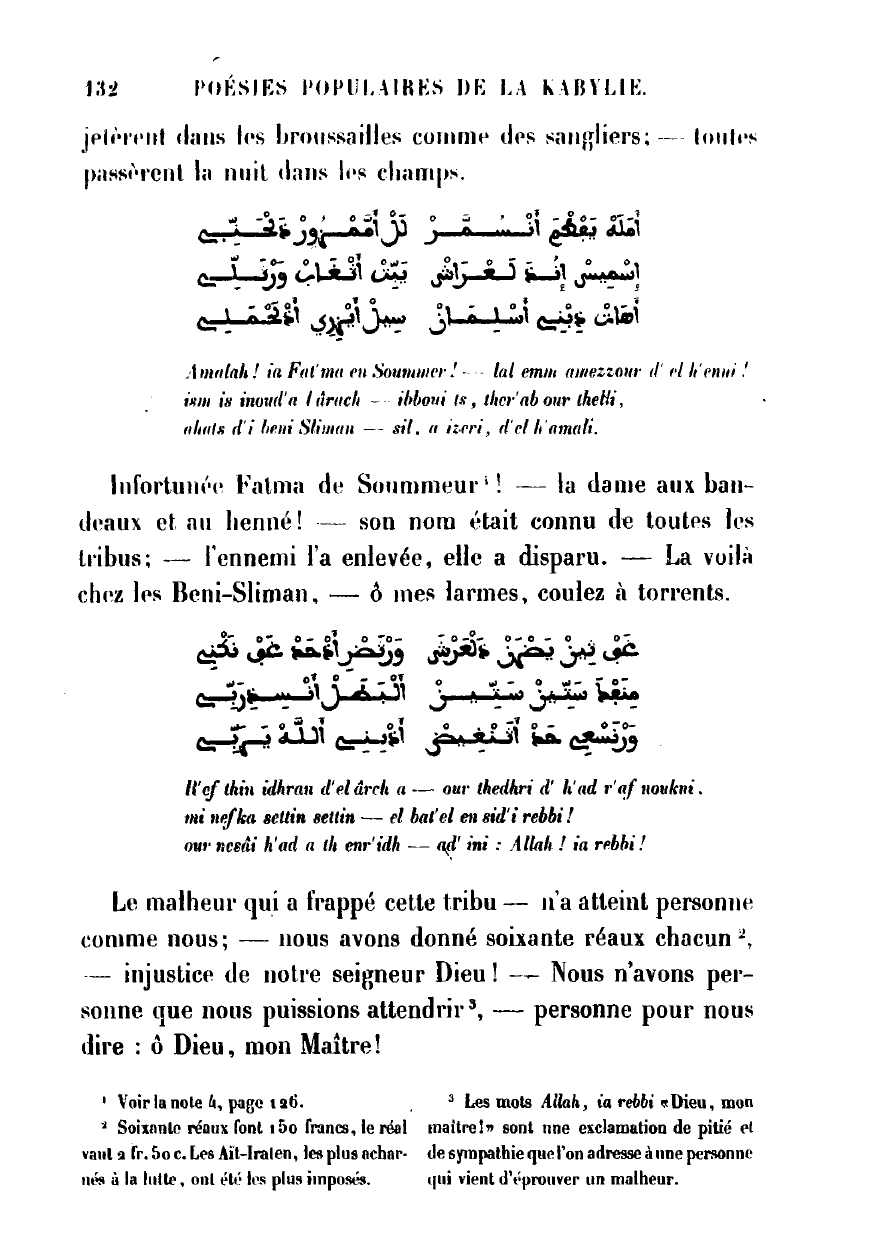
Una pagina di A. Hanoteau (1867), con un brano sulla cattura di Lalla Fadhma n'Soumer

Lalla Fadhma n'Soumer venne così fatta prigioniera insieme a circa duecento donne e bambini, che vennero poi inviati con lei in un campo di detenzione presso la Zaouia di Beni Slimane a Tablat, sotto il controllo di Si Tahar ben Mahieddin, un bachagha (autorità locale) fedele ai francesi. Oltre a ciò, i francesi pretesero pesanti tributi in argento, in bestiame e in oggetti di valore, tra cui un gran numero di manoscritti della zawiya di Summer. Le richieste francesi furono: 100000 franchi in argento e gioielli, 82 buoi, 10 muli, 270 ovini, 50 fucili e "160 libri arabi di grande valore". Oltre a Fadhma, vennero inviati a Beni Slimane anche i suoi quattro fratelli "e gli altri membri della sua famiglia, che formavano in tutto una trentina di persone". E anche laggiù essa continuò ad essere oggetto di incessanti e nutriti pellegrinaggi da parte di Cabili a lei devoti: "si contarono fino a 300 pellegrini in una sola giornata" (ivi).
Una poesia composta pochi anni dopo recita:
(Da A. Hanoteau, Poésies populaires de la Kabylie du Jurjura, Parigi 1867, p. 132 [trad. di Vermondo Brugnatelli])
Lalla Fadhma n'Soumer morì nel settembre 1863, all'età di soli 33 anni, a causa di una "infiammazione al basso ventre che ha determinato gonfiore e paralisi delle gambe": una malattia contratta nel campo di internamento, in cui le condizioni di vita dovevano essere molto rigide. Non si conosce, infatti, nessuno che ne sia tornato vivo. Il fratello maggiore, Si Tahar, era morto già nel 1861.

### Lalla Fadhma e il maresciallo Randon

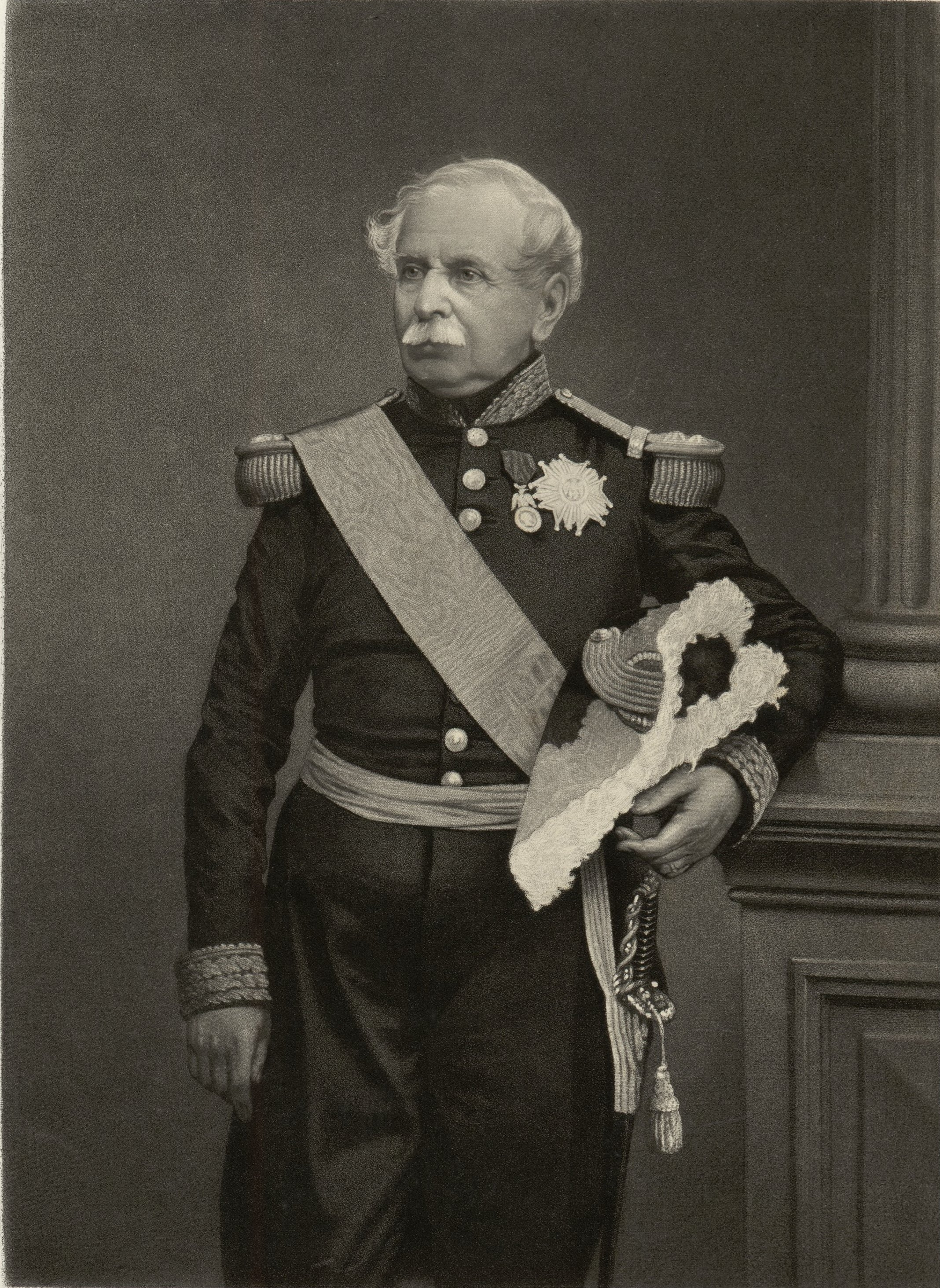
Il Maresciallo Jacques Louis Randon

Una versione orale piuttosto diffusa al giorno d'oggi vuole che anche l'altro protagonista di queste campagne belliche, il maresciallo Randon, fosse soggiogato dalla bellezza e dal coraggio di Lalla Fadhma, e le avesse proposto di sposarlo. Nessuna delle fonti coeve accenna al fatto, che deve quindi ritenersi quasi certamente infondato, anche se probabilmente rispecchia la considerazione di cui il maresciallo doveva godere preso i Cabili.
Tutto quello che si sa da fonti dell'epoca riguardo ai rapporti tra i due consiste nel dialogo che si ebbe quando, poco dopo la sua cattura, Lalla Fadhma venne portata al cospetto del comandante francese. Il colloquio (mediato da interpreti) sembra sia stato franco e tutto sommato improntato al rispetto reciproco. Alla domanda di Randon sul perché i suoi uomini, avessero sparato contro i francesi nonostante gli accordi presi col fratello, essa avrebbe risposto:
(Da Carrey (1858): 283.)
E le poche frasi successive scambiate tra i due sarebbero state ispirate alla massima formalità, con la donna che avrebbe risposto "senza imbarazzo" ad ogni domanda.
Nelle sue memorie (scritte in terza persona) Randon non accenna nemmeno all'incontro: "Catturata l'11 luglio, giunse nella notte al campo di Tamesguida con un numero piuttosto grande di servitori di ambo i sessi. L'indomani il maresciallo la fece partire per i Beni Iliman, affidandola alle cure di Si Tahar ben Mahieddin, la cui zawiya le venne assegnata come residenza."

## Lalla Fadhma nella cultura popolare
A un secolo e mezzo di distanza dalle vicende inerenti alla sua figura, la fama di Lalla Fadhma è tuttora molto viva e diffusa in tutta l'Algeria, e in particolare nella sua regione natale, la Cabilia. A dimostrazione di ciò, diversi artisti e gruppi musicali hanno composto canzoni a lei dedicate (particolarmente riuscito il brano a lei dedicato dal gruppo Tagrawla). A ricordo di questa donna che si batteva alla pari degli uomini, un'associazione femminista algerina si è data il nome "Le figlie di Lalla Fatma N Soummer".
La figura di Lalla Fadhma, resta popolare ancora oggi. Lo si deduce dal fatto che quando, nel 1995, venne deciso di trasferire le sue spoglie al cimitero degli eroi di El Alia (Algeri), la data della cerimonia venne taciuta e l'evento annunciato solo a cose fatte. La cosa è stata letta come una dimostrazione dell'imbarazzo delle autorità algerine, responsabili dell'introduzione di un codice della famiglia tradizionalista, le quali avrebbero preferito evitare così di affrontare manifestazioni da parte delle associazioni femministe.
La marina mercantile algerina ha intitolato a Lalla Fadhma n'Soumer una metaniera adibita al trasporto di gas naturale liquefatto dalla capacità di 145000 m3, battezzata il 5 ottobre 2004 nel porto di Osaka. Alla cerimonia di inaugurazione, avvenuta nel porto di Arzew il 27 novembre dello stesso anno, alcune lavoratrici della compagnia proprietaria (Hyproc), indossavano abiti tradizionali, in memoria dell'eroina della Cabilia.
Nel 2014 un lungometraggio in berbero intitolato Fadhma n'Soumer è stato realizzato in Algeria ad opera del regista Belkacem Hadjadj, su scenografia di Marcel Beaulieu e dello stesso Hadjadj, con Laëtitia Eïdo, Assaad Bouab, Melha Bossard. Il film ha inaugurato, l'11 aprile 2016, il FIFOG, Festival du Film Oriental di Ginevra.